# Ivo Basay
Ivo Alexie Basay Hatibović est un footballeur chilien né le 13 avril 1966 à Santiago du Chili (Chili).
Cet attaquant international chilien a joué trois ans au Stade de Reims, mais a fait son palmarès essentiellement au club chilien de Colo-Colo.

## Carrière de joueur
- 1983 : Club Deportivo Magallanes  Chili
- 1984 : Club Deportivo Provincial Curicó Unido  Chili
- 1985-1986 : Club Deportivo Magallanes  Chili
- 1986-1987 : Everton  Chili
- 1987-1990 : Stade de Reims  France
- 1991-1993 : Club Necaxa  Mexique
- 1994 : Boca Juniors  Argentine
- 1994-1995 : Club Necaxa  Mexique
- 1995-1999 : Colo Colo  Chili

## Palmarès

### En club
- Champion du Mexique Nacional 1995 avec Club Necaxa
- Champion du Chili Nacional en 1996 et en 1998, Clausura en 1997 avec Colo Colo

- Vainqueur de la Coupe du Chili 1996 avec Colo Colo
- Vainqueur de la Coupe du Mexique en 1995 Club Necaxa

### EnÉquipe du Chili
- 24 sélections et 6 buts entre 1986 et 1997

### Distinctions individuelles
- Meilleur buteur du championnat du Chili Nacional en 1985 (19 buts)
- Meilleur buteur du championnat du Mexique Nacional 1993 (27 buts)